# Valve Hammer Editor
Valve Hammer Editor, zkráceně jenom Hammer (česky: kladivo) je software vydaný společností Valve Corporation, sloužící k snadné tvorbě a úpravě úrovní (map) v počítačových hrách pracujících na enginu Source. Starší verze podporovaly také hry mimo Source a sice Quake a Quake II nebo Half-Life. Program je volně ke stažení přes Steam každému uživateli, coby součást Source SDK, který si zakoupil hru společnosti Valve a má aktivovaný Steam účet. 
Hammer editor a jeho předchozí verze slouží k tvorbě levelů např. pro Half-Life 2 a všechny jeho modifikace včetně Counter-Strike: Source a dalších.

## Vzhled
Pracovní plocha programu je rozdělena na 4 základní okna. Ve třech lze vidět mřížku přes prostor, kde se mapa nového levelu vytváří a poslední je 3D náhled. K dispozici jsou také panely nástrojů přes které se vytváří a upravují vložené objekty. Po vytvoření úrovně je nutné mapu převést (zkompilovat) do formátu .bsp, který hry používají. Skrze toto prostředí lze nejen modelovat statické úrovně, ale také vkládat dynamické prvky využívající fyzikální simulace Source enginu nebo sestavovat scény s NPC postavami.